# 基礎研究
基礎研究（きそけんきゅう、英語: fundamental research, basic research）は、自然またはその他の現象をより良く理解または予測するための科学的理論を向上させることを目指した科学研究である。
基礎研究はじかに、あるいは即座に商業的な利益を生み出すことを意図しておらず、知識欲や好奇心から生じるものと考えることができる。しかしながら、長期的には商業的な利益や応用研究の基礎になるものである。基礎研究は主に大学や国家組織の研究班によって行われる。
日本の総務省「科学技術研究調査」では
基礎研究
特別な応用、用途を直接に考慮することなく、仮説や理論を形成するため、または現象や観察可能な事実に関して新しい知識を得るために行われる理論的、または実験的研究
と定義されている。

## 概要
基礎研究は人間の属する世界についての基礎的知識を進展させる。これはどのような仕組みで世界が働いているのか、何がそれを起こすのか、なぜ関係が決まっているのか、なぜ変わるのか、といったことへの説明の反証可能性に焦点を絞っている。基礎研究は最も新しい科学的発想の源であり、世界に対する証明や新しい認識を得る唯一の方法である。
基礎研究は新しい見解、原理、理論などを生むがこれらはすぐに利用できるものではない。しかしながら、認識や知識の集約による進歩や他分野での開発の基礎となる。基礎研究は直接日常行われる事柄を助けることはほとんどないが、問題についての対処方法の革新や飛躍的向上をもたらす可能性を持つ方法についての新しい考え方を提供する。たとえば、今日のコンピューターは今より1世紀ほど前に行われた数学の基礎研究なしには成立し得ないが、当時はその数学の実用的応用が知られていなかった。
多くの場合、基礎研究は知識の要素拡大に必須である。科学界の中心にいる研究者が、基礎研究とされるもののほとんどを行っている。

## アメリカ
アメリカにおいては第2次大戦後に基礎研究のスポンサーとしてアメリカ国立科学財団が創立された。この創立は特定の計画があまりにも基礎研究を後援するために明確に権限がつけられたことで、政治的抵抗と他の連邦機関からの抵抗があり、遅らされた。
1956年、基礎研究の費用は以下のような分配であった。
- 原子力委員会 — $4500万ドル
- 国防総省 — $7200万ドル
- 衛生研究所 — $2600万ドル

## 物理学
「基礎科学」は物理学を指すこともある。科学哲学において、科学分野はしばしば、基礎物理学が「個別科学」と呼ばれるその他の分野の根底を成し、これらの個別科学は原理上は基礎物理学から導き出され、基礎物理学へ還元できる、といったように説明される。
科学の統一命題では、個別科学は理想的な基礎物理学の領域から現われた実在と法則を持つ領域を研究する。基礎科学は社会科学および応用科学と比較として、一般に自然科学を指すためにも使われることがある。
基礎物理学は万物の規則性の法則を探求するのに対して、個別科学は大抵ceteris paribus（他の条件が等しければ）な法則を含む。これらは「通常の条件」では高精度で予測的に正確だが、例外もある。例外はないものの 、化学の法則はおそらく基礎物理学へと還元される（量子力学へ、そして次に量子電磁力学へ）。したがって化学は個別科学である。
生化学を介して物理科学と生物科学を繋ぐものとして、科学の諸分野に広く影響を与えるものとして、化学はセントラルサイエンスと見られてきた。